# Tetsu Inada
Tetsu Inada (jap. 稲田 徹 Inada Tetsu; ur. 1 lipca 1972 w Tokio) – japoński aktor i seiyū pracujący dla Aoni Production.
Obdarzony charakterystycznym, niskim, poważnym głosem. Występuje głównie w anime, tokusatsu i dubbingu.

## Wybrane role
- Turn A Gundam – Harry Ord
- Digimon Xros Wars – Kongoumon
- Tsubasa Chronicle – Kurogane
- Dragon Ball GT – C19
- Dragon Ball Z Kai – Nappa
- Bamboo Blade – Kenzaburō Ishibashi
- B-Fighter Kabuto – Descorpion
- Tokusō Sentai Dekaranger – Doggie Kruger/Deka Mistrz
- Siedmiu samurajów – Gorobei Katayama

## Źródła i linki zewnętrzne
- Tetsu Inada w bazie IMDb (ang.)
- Tetsu Inada na stronie Aoni Production